# Pata Pata
«Pata Pata» es una canción de baile afropop popularizada internacionalmente por la cantante sudafricana Miriam Makeba. "Pata Pata" se acredita a Makeba y Jerry Ragovoy. La versión más popular de "Pata Pata" fue grabada y lanzada en los Estados Unidos en 1967. La canción es considerada por muchos como el éxito de la firma Makeba y desde entonces ha sido cantada y reproducida por muchos artistas a nivel mundial.

## Orígenes
El título de la canción "Pata Pata" significa "Toca, toca" en el Idioma xhosa, lengua en la que este tema fue escrito y cantado originalmente. "Pata Pata" también era el nombre de un estilo de baile muy popular en las shebeens (antiguos bares y tabernas ilegales de Sudáfrica ) de Sophiatown, en los suburbios de Johannesburgo a mediados de la década de 1950. La bailarina se agachó ante su compañero  y le dio unas palmaditas a su cuerpo al ritmo de la música mientras se levantaba y giraba, haciendo círculos de cadera.  En otra versión de la danza,
Los bailarines se paran en una fila con los brazos extendidos hacia el frente, las palmas hacia el suelo, mientras que las mujeres acarician a cada uno de una manera parecida a la búsqueda de seguridad corporal, después de lo cual los hombres hacen lo mismo con las mujeres. 
La canción "Pata Pata" de Makeba no fue la única canción inspirada en el baile "Pata Pata".  Su melodía "Pata Pata" se basó en un instrumental "Phatha Phatha" de Shumi Ntutu e Isaac Nkosi, que a su vez se basó en "Noma Kumnyama" de Alson Mkhize. El popular "Ei Yow Phata Phata" de 1956  de Dorothy Masuka fue claramente diferente al de Makeba,  pero en años posteriores, Masuka hizo su propia grabación de la versión popularizada por Makeba. Masuka afirmó que ella misma lo había escrito.
Con esta canción Miriam Makeba y recorrió los cinco continentes cantando esta energética canción bailable.Uno de los países que visitó en su gira mundial fue Chile, donde  fue invitada a participar del Festival de Viña del Mar en 1972, donde le dedicó su tema “Pata Pata” al presidente Salvador Allende. Al escuchar las pifias de parte del público, la cantante gritó: “Viva el presidente Allende”, para luego cantar su hit que dejó a las pifias y los ideales a un lado.

## Versiones
La versión original de Pata Pata está incluida en Pata Pata (lanzado en 1972), Lo mejor de los primeros años (Miriam Makeba), una colección de 24 pistas lanzadas en 2002 por Wrasse, y la compilación de 40 pistas Her Essential Recordings: The Empress de la canción africana (2006 Manteca).
En 1988, se hizo una versión a dúo con Chayanne. Fue incluido en el álbum Chayanne. Makeba lanzó una versión renovada de la canción, titulada "Pata Pata 2000", en su álbum de 2000 Homeland (patria).

## Recepción
La versión de Makeba de 1967 tuvo éxito en el Billboard Hot 100, y alcanzó su punto máximo en el número 12. En la noche en que murió, Miriam Makeba interpretó a Pata Pata justo antes de colapsar en el escenario.

## Lista de versiones
1. 1966: Lynn Taitt ("Merritone 7" lanzado por Federal Records) Rocksteady Instrumental[13]
2. 1967: Wilson Simonal (Alegria Alegria Vol. 1)
3. 1968: Señor Souls (Señor Soul plays Funky Favorites)
4. 1968: El Gran Combo de Puerto Rico (álbum "Pata Pata Jala Jala Boogaloo" )
5. 1969: Tito Puente y su Orquesta (álbum "The King Tito Puente / El Rey Tito Puente" )
6. 1980: Osibisa (álbum Mystic Energy )
7. 1980: Sylvie Vartan (cantante francesa de origen búlgaro: sencillo "Tape Tape" del álbum Bienvenue Solitude)
8. 1981: Prima Vera (álbum Den 5te)
9. 1983: Los Rockin Devils (álbum  15 Éxitos 15 rockin devils  )[14]
10. 1985: Viuda e Hijas de Roque Enroll (álbum "Ciudad Catrúnica" track 7, "Plata Plata")
11. 1986: Monitor (banda estonia de New wave la versión estonia se tituló "Idee")
12. 1988: Chayanne con Miriam Makeba (álbum "Chayanne II")
13. 1989: Teriple & Touch canción lanzada en vivo en su tour con Björn Afzelius 1989 en Hovdala slott
14. 1997: Daúde
15. 1998: Coumba Gawlo
16. 1998: El General (Versión Spanglish)
17. 1999: Manu Dibango
18. 2000: Thalía (grabado para su álbum Arrasando)
19. 2001: Yamboo (lanzado con versos alterados en español e inglés en su álbum de 2006 Okama de Mapouka)
20. 2001: The Skatalites
21. 2002: Blue Monster & Bikki
22. 2002: Jonathan Butler (grabó una versión de esta canción de su álbum Surrender)[15][16]
23. 2004: D'jaa
24. 2004: Helmut Lotti
25. 2006: Tony Esposito[17]
26. 2007: African Jazz Pioneers
27. 2008: Smood
28. 2009: Shikisha
29. 2010: DJ Happy Vibes, Lira
30. 2011: Arielle Dombasle con Mokobé (lanzada en su álbum Diva Latina)
31. 2011: African Ladies (versión de portada del videojuego Just Dance 3 para Wii, Xbox 360 y PlayStation 3))
32. 2011: Milk & Sugar con Miriam Makeba (made a remix with Makeba),
33. 2012: Lorraine Klaasen (Un Tributo a Miriam Makeba)
34. 2015: Playing for Change
35. 2016: Pink Martini
36. 2019: Nivis: Amigos de Otro Mundo
37. La canción también ha sido cantada por Angélique Kidjo, DJ Mellow-D, Howard Carpendale y La Lupe, en Costa Rica por la Pandilla.